# Pravat Pattabongse
Pravat Pattabongse (Thai: ประวัติ ปัตตพงศ์; * 1903; † 21. Juni 1972) war ein thailändischer Badmintonspieler, -trainer und -funktionär. Pratuang Pattabongse ist seine Nichte.

## Karriere
Pravat Pattabongse gilt als Begründer des Badmintonsports in Thailand. 1924 war er neben zwei thailändischen Teamkollegen der erste Asiate, der an den All England teilnahm. Nach seiner aktiven Karriere war er als Trainer und Funktionär aktiv und wurde Vorsitzender des Obersten Gerichtshofs in Thailand.

## Referenzen
- http://newspapers.nl.sg/Digitised/Article/straitstimes19591227.2.115.1.aspx
- http://newspapers.nl.sg/Digitised/Article/freepress19580607.2.10.aspx
- http://www.manager.co.th/asp-bin/PrintNews.aspx?NewsID=9500000071711

| Personendaten    | Personendaten                                             |
| ---------------- | --------------------------------------------------------- |
| NAME             | Pattabongse, Pravat                                       |
| ALTERNATIVNAMEN  | ประวัติ ปัตตพงศ์                                              |
| KURZBESCHREIBUNG | thailändischer Badmintonspieler, -trainer und -funktionär |
| GEBURTSDATUM     | 1903                                                      |
| STERBEDATUM      | 21. Juni 1972                                             |